# Eurema arbela
Eurema arbela is een vlindersoort uit de familie van de Pieridae (witjes), onderfamilie Coliadinae.
Eurema arbela werd in 1832 beschreven door Geyer.